# الحركة الوطنية الصومالية

## الحركة الوطنية الصومالية (SNM)
حركة وطنية صومالية مسلحة تأسست في لندن بقيادة الشيخ يوسف بن الشيخ علي مطر عام 1981 م. وبدأت الحركة عمليتها العسكرية ضد الحكومة الصومالية الاستبدادية للجنرال بري في يوم 2 يناير 1982 .

## النجاح
نجح اخر قائد للحركة الرئيس عبد الرحمن احمد علي طور في الإطاحة بنظام سياد بري في عام 1991م أعلنت هذه الحركة انفصالها عن الجنوب وحافظت الحركة الوطنية الصومالية على مقاليد الأمور الصومال البريطاني وكانت أعلنت  من طرف واحد جمهورية أرض الصومال.
على الرغم من الصراعات كان لديها سلام نسبي وحياة هادئة رغم عدم حصولها على الاعتراف الدولي.